# 吴芳芳
吴芳芳（1969年4月29日—），又名吴宥萱，浙江女商人，郭伯雄兒媳，曾任杭州四季青面料市场有限公司董事长、杭州瑞纺联合投资有限公司董事长。

## 生平
1969年出生在浙江省淳安县千岛湖镇的一个工人家庭，幼年随父将户口搬到分水镇。最初经营房地产项目开发，2007年，郭正钢空降到浙江省军区担任职政治部副主任，这年，位于杭州下沙、九堡地块的浙江省军区农副业基地土地投标对外招租。吴芳芳开始涉足军区土地合作经营业务，并且中标。前期顺利的招商，吸引了大量中小业主的投资款，从小商人逐渐成为亿万富翁。由于长期在外经商，她与丈夫关系冷淡。后来吴芳芳认识了郭正钢。2011年11月，吴芳芳和丈夫离婚。后来在2012年12月改名吴宥萱并与郭正钢结婚，并在2013年2月12日（农历正月初三）诞下一子。
2012年，吴芳芳的瑞纺公司因为投资杭州中国五金机电城烂尾，商铺无法交付使用，先前承诺的返租无法兑现，引起众多投资商家的维权。瑞纺公司还曾被投资商家告上法庭。此后，投资户们每逢周末或约定的时间就聚集在省军区门口，要求吴芳芳退租还钱，直到被警察驱散。这引起许多人围观群众的关注，但郭正钢的仕途没有受到影响。
2014年7月10日，香港《明报》报道称郭正钢夫妇因涉及相关案件而被中央军委纪委带走协助调查。11月，中央巡视组进驻浙江，投资商户纷纷上访。中央第五巡视组组长吉林在随后回馈浙江方面时表示，浙江巡视中干部群众也反映了一些问题，主要是：在党风廉政建设和反腐败工作方面，一些领导干部插手土地出让、工程建设、房地产开发问题反映集中，领导干部“一家两制”、利益输送出现新的表现形式，手段隐蔽。随后，吴芳芳作为军方高官家属，被军方责令零资产退出军产经营。
2015年2月10日，其夫郭正钢因涉嫌违法犯罪被立案侦查，吴芳芳亦失联，直到3月15日才现身。

## 家族
她是浙江省军区政治部主任郭正钢妻子，也是前中央军委副主席郭伯雄的儿媳。